# Татари в Азербайджані
Тата́ри в Азербайджа́ні (азерб. Azərbaycanda tatarlar) — одна з національних меншин, що проживають на території сучасної Азербайдажнської Республіки. За даними перепису 2009 року — в Азербайджанській Республіці проживає 25 882 татари. Що сягає близько 0.29% від загальної чисельності населення.

## Спільнота
У містах татари живуть також, як і всі інші нації, що населяють сучасний Азербайджан. Однак, в сільській місцевості жителі як і раніше дотримуються своїх давніх традицій і звичаїв. На 2020 рік в країні не залишилося жодного повністю татарського поселення. В основному татари Азербайджану проживають у великих містах, таких як. Проте, основна частина (97%) проживає в столиці держави — Баку і є третьою за чисельністю етнічною групою міста. Абсолютна більшість татарського населення Азербайджанської Республіки володіє як татарською, так і азербайджанською мовою. Основною релігією яку сповідують татари Азербайджану є Ісламський-Ханафійській мазгаб, і лише 1.5% татарського населення сповідує християнство. Татари, за деяким винятком — відзначають ті ж свята, як і всі інші нації, що населяють Азербайджан. Вони святкують такі свята як Наврез, Новий рік і Курбан-байрам, а також їх власне національне свято Сабантуй.

### Основні місця проживання татарського населення Азербайджану
| Місце               | Населення | %      |
| ------------------- | --------- | ------ |
| Баку                | 25171     | 97 %   |
| Хачмаз              | 131       | 0.57 % |
| Сумгаїт             | 116       | 0.44 % |
| Ґуба                | 63        | 0.24 % |
| Апшеронський район  | 57        | 0.22 % |
| Гянджа              | 52        | 0.20 % |
| Мінгечаур           | 38        | 0.14 % |
| Бейлаґанський район | 24        | 0.09 % |
| Сіазань             | 18        | 0.06 % |
| Ленкорань           | 13        | 0.05 % |
| Загатала            | 11        | 0.04 % |
| Гебеле              | 10        | 0.03 % |
| Ширван              | 4         | 0.01 % |
| Агдаш               | 4         | 0.01 % |

### Татарське населення Азербайджану
| Етнічна група | Перепис 1926 | Перепис 1926 | Перепис 1939 | Перепис 1939 | Перепис 1959 | Перепис 1959 | Перепис 1970 | Перепис 1970 | Перепис 1979 | Перепис 1979 | Перепис 1989 | Перепис 1989 | Перепис 1999 | Перепис 1999 | Перепис 2009 | Перепис 2009 |
| Етнічна група | К-сть        | %            | К-сть        | %            | К-сть        | %            | К-сть        | %            | К-сть        | %            | К-сть        | %            | К-сть        | %            | К-сть        | %            |
| ------------- | ------------ | ------------ | ------------ | ------------ | ------------ | ------------ | ------------ | ------------ | ------------ | ------------ | ------------ | ------------ | ------------ | ------------ | ------------ | ------------ |
| Азербайджанці | 1 437 977    | 62.1 %       | 1 870 471    | 58.4 %       | 2 494 381    | 67.5 %       | 3 776 778    | 73.8 %       | 4 708 832    | 78.1 %       | 5 804 980    | 82.7 %       | 7 205 464    | 90.6 %       | 8 172 800    | 91.6 %       |
| Татари        | ▬ 9 948      | ▬ 0.4 %      | ▲ 27 591     | ▲ 0.9 %      | ▲ 29 370     | ▲ 0.8 %      | ▲ 31 353     | ▲ 0.6 %      | ▼ 31 204     | ▼ 0.5 %      | ▼ 28 019     | ▼ 0.4 %      | ▲ 30 011     | ▲ 0.4 %      | ▼ 25 882     | ▼ 0.29 %     |

## Відатні татари Азербайджану
- Мустафін Таджуддін — перший муфтій мусульман Кавказу й Азербайджану (1832-1840).
- Сулейман Сулькевич — начальник Генерального штабу Армії Азербайджанської Демократичної Республіки.
- Ельдар Гасимов — азербайджанський співак і музикант.
- Марзія Давудова — азербайджанська і радянська актриса театру і кіно татарського походження, народна артистка СРСР та Азербайджану.
- Фірангіз Шарифова — народна артистка Азербайджану.
- Алія Гараєва — азербайджанська гімнастка татарського походження.
- Земфіра Мефтахетдінова — перша олімпійська чемпіонка незалежного Азербайджану.
- Дінара Гіматова — азербайджанська гімнастка татарського походження.
- Раміс Алімов — борець за незалежність Азербайджану.
- Фаркат Тухтамішев — борець за незалежність Азербайджану.
- Хадіджа Гаїбова — перша жінка-піаністка Азербайджану.
- Фарид Хайрулін — азербайджанський фотожурналіст.
- Ханафі Терегулов — азербайджанський оперний співак, театральний і громадський діяч, один із засновників оперного хору в Азербайджані.
- Газіз Губайдуллін — професор, письменник і історик.